# جوسیف نگوت
جوسیف نگوت (انگلیسی: Joseph Ngute؛ زادهٔ ۱۲ مارس ۱۹۵۴) یک سیاست‌مدار اهل کامرون است.